# King of the Dot
King of the Dot Entertainment (KOTD) — канадская баттл-площадка. Основана 8 августа 2008 года в Торонто.

## История
King of the Dot основан музыкантом Organik, который также является ведущим мероприятия. Соведущими являлись такие хип-хоп-исполнители как Дрейк, Method Man, Raekwon, The Alchemist, MC Hammer, Too $hort, E-40, DJ Skee, Sticky Fingaz, Spider Loc, Reef the Lost Cauze, Slaine, Sabac Red, Сид Уилсон, Jus Allah и другие. Первое состязание состоялось в Toronto Eaton Centre в августе 2008 года и в настоящее время включает более 150 участников, которые баттлятся в таких канадских городах как Торонто, Ванкувер, Калгари, американских штатах Калифорния, Аризона, Массачусетс.
King of the Dot делится на три лиги: PY Battles, в которой проводится отбор участников, GZ Battles, в которой участвуют только канадцы и американцы, и KOTD World Domination, в которой помимо канадцев и американцев участвуют представители из Великобритании, Австралии, Швеции, Норвегии, Филиппин, ЮАР и России. В 2017 году на турнире впервые принял участие представитель России — Oxxxymiron. У King of the Dot есть собственный онлайн-журнал.
King of the Dot включает все элементы хип-хопа: баттлы акапелла, фристайл-баттлы под музыкальный бит, выступления перед живой публикой, битбокс, показы граффити, диджеинг, брейк-данс.
King of the Dot оказал влияние при создании баттл-площадок в других странах, например, FlipTop на Филиппинах, Versus Battle в России.
Одними из самых популярных в King of the Dot являются баттлы с участием Dizaster: в 2011 году против DNA, в 2012 году против Canibus, в 2013 против Arcane и в 2017 году против Oxxxymiron. Баттл Dizaster с Oxxxymiron через 10 дней после выхода набрал более 7 млн просмотров на YouTube и стал самым просматриваемым на канале King of the Dot.
Основные доходы площадке King of the Dot приносят продажи атрибутики и стриминговые PPV-сервисы.

## World Domination
| Мероприятие                                             | Главное мероприятие | Соревнующиеся страны                                                                                      |
| ------------------------------------------------------- | --- | --- |
| World Domination — Canada vs. The World (2010)          | Pat Stay vs. Hollohan (День 1) The Saurus vs. Arcane (День 2)                                                                              | Канада · Соединённые Штаты Америки · Великобритания                                                       |
| World Domination 2 — North America vs. The World (2011) | Madchild vs. Dirtbag Dan Kid Twist vs. 360 (День 2)                                                                                        | Канада · Соединённые Штаты Америки · Великобритания · Австралия · Норвегия · Швеция · Филиппины           |
| World Domination 3 — Global Supremacy (2012)            | Pat Stay vs. Head ICE (День 1) PoRich vs. Dizaster (День 2)                                                                                | Канада · Соединённые Штаты Америки · Великобритания · Австралия · Норвегия · Швеция · Филиппины           |
| World Domination 4 — The Olympics of Battle Rap (2013)  | Dizaster vs. Arsonal (День 1) Arcane vs. Pat Stay (День 2)                                                                                 | Канада · Соединённые Штаты Америки · Великобритания · Австралия · Южно-Африканская Республика · Филиппины |
| World Domination 5 — Global Supremacy (2015)            | Shotty Horroh vs. Arsonal (День 1) Dizaster vs. Dumbfoundead (День 1) Iron Solomon vs. Daylyt (День 2) Illmaculate vs. Pat Stay (День 2)   | Канада · Соединённые Штаты Америки · Англия · Шотландия · Южно-Африканская Республика                     |
| World Domination 6 (2016)                               | Arsonal vs. Cortez (День 1) Iron Solomon vs. Charlie Clips (День 1) Pat Stay vs. Serius Jones (День 2) Rone vs. Caustic (День 2)           | Канада · Соединённые Штаты Америки · Англия · Южно-Африканская Республика · Австралия                     |
| World Domination 7 (2017)                               | Dizaster vs. Oxxxymiron (День 1) Iron Solomon vs. Illmaculate (День 1) Cortez vs. Head I.C.E. (День 2) Pat Stay vs. Charlie Clips (День 2) | Канада · Россия · Соединённые Штаты Америки · Австралия · Великобритания                                  |
| World Domination 8 (2019)                               | Head ICE vs Chilla Jones Soul vs Arsonal                                                                                                   | Канада · Соединённые Штаты Америки · Великобритания                                                       |

## King of the Dot
| Псевдоним     | Страна | Мероприятие                           | Защита титула                     |
| ------------- | ------ | ------------------------------------- | --------------------------------- |
| Kid Twist     | Канада | KOTD Toronto Division, Vol. 5 (2009)  | 0                                 |
| Hollohan      | Канада | KOTD Toronto Division, Vol. 8 (2009)  | 1 (vs. Jack Shitt)                |
| The Saurus    | США    | KOTD Toronto Division, Vol. 14 (2010) | 0                                 |
| Arcane        | Канада | World Domination 1 (2010)             | 0                                 |
| Bender        | Канада | Blackout (2011)                       | 0                                 |
| Sketch Menace | Канада | Doomsday (2011)                       | 0                                 |
| poRich        | Канада | Blackout 2 (2012)                     | 1 (vs. PH)                        |
| Dizaster      | США    | World Domination 3 (2012)             | 0                                 |
| Arcane        | Канада | Blackout 3 (2013)                     | 0                                 |
| Pat Stay      | Канада | World Domination 4 (2013)             | 3 (vs. Dizaster, Daylyt, Charron) |
| Illmaculate   | США    | World Domination 5 (2015)             | 0                                 |
| Rone          | США    | Blackout 6ix (2016)                   | 1 (vs. Caustic)                   |
| Head I.C.E.   | США    | Blackout 7 (2017)                     | 1 (vs. Cortez)                    |
| Chilla Jones  | США    | World Domination 8 (2019)             | 0                                 |

## Ground Zero
| Псевдоним | Страна | Защита титула              |
| --------- | ------ | -------------------------- |
| DDSS      | Канада | 2 (vs. poRich, Aftershock) |